# Древін Олександр Давидович
Древін Олександр Давидович (справжнє ім'я Древіньш Рудольф-Олександр, 3 (15) липня 1889 — 26 лютого 1938) — російський художник початку 20 століття, латиш за походженням.

## Життєпис
Латиш за походженням, справжнє ім'я — Рудольф-Олександр Древіньш. Народився у місті Вендене (тепер Цесіс, Латвія). У віці шість років родина перевезла дитину у місто Рига. В 15 років навчався у мореходній школі, бо планував стати моряком. Плани змінив. Перейшов у Ризьку художню школу.
У 1914 році увійшов до складу творчого об'єднання молодих латиських художників під назвою «Зелена квітка». З початком 1-ї світової війни у 1914 році разом з родиною вимушено перебрався до Росії. В Москві залучився до художнього об'єднання «Бубновий валет».
Більшовицький переворот 1917 року зустрів у місті Москва. У 1918 році більшовицький уряд під охороною латиських стрільців перебрався у Москву. Земляки-стрільці запросили Древіна керувати художньою студією, створеної під патронажем Національного латиського комісаріату. Московський художник В. Татлін запросив молодого Древіна працювати у Відділ образотворчого мистецтва Наркомпроса.
У 1920 —  1930 роках був викладачем у ВХУТЕІНі-ВХУТЕМАСі, де керував майстернею до закриття художнього закладу. Художник вимушено відійшов від викладацької діяльності і займався творчістю. Як художник мав власну еволюцію, спробував різні стилі — від абстракціонізму до фігуративного живопису. Зблизився з митцями російського авангарду. Відвідав віддалені кути країни — Алтай, Східний Казахстан, Вірменію.
Арештований як свідок по кримінальній справі власного учня. Арештований Семашкевич Роман Матвійович (1900–1937 ?) був арештований раніше і за попередніми даними був розстріляний наприкінці 1937 року. Вже 17 січня 1938 року був заарештований і сам Древін. Почалися цілодобові допити, аби припинити які зламаний психологічно Древін визнав провину у шкідливій діяльності в галузі образотворчого мистецтва. За попередніми даними, розстріляний 26 лютого 1938 року на Бутовському полігоні.
Під час обшуку в квартирі Древіних дружина митця, Удальцова Надія Андріївна врятувала від конфіскації та знищення картини чоловіка, видаючі їх за власні твори. Вони були збережені, їх сховали і вперше показали на виставках лише у 1970 — ті роки.

## Родина художника
- Удальцова Надія Андріївна (1886–1961) — дружина, сама жінка художниця, прихильниця форм російського авангардизму.

- Древін Андрій Олександрович (1921–1996) — син, російський скульптор.

## Вибрані твори
- «Козулі»
- «Парашутист»
- « Дівчинка з колхозу»
- « Безробітні в місті Рига»
- " Портрет молодого парубка "
- " Пейзаж з конем та бричкою "
- «Автопортрет»
- "Надія Удальцова "
- « Пейзаж у Вірменії»

## Галерея збережених творів

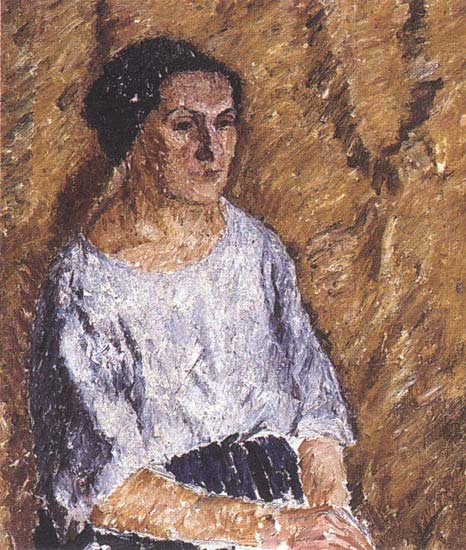
«Надія Удальцова »
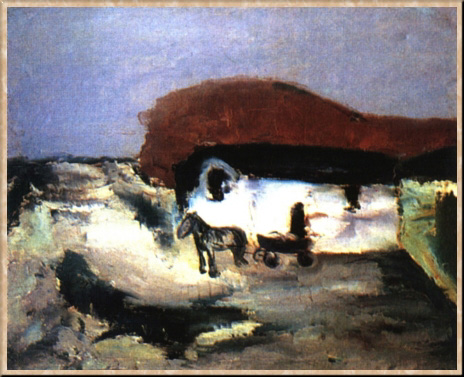
« Пейзаж з конем та бричкою »
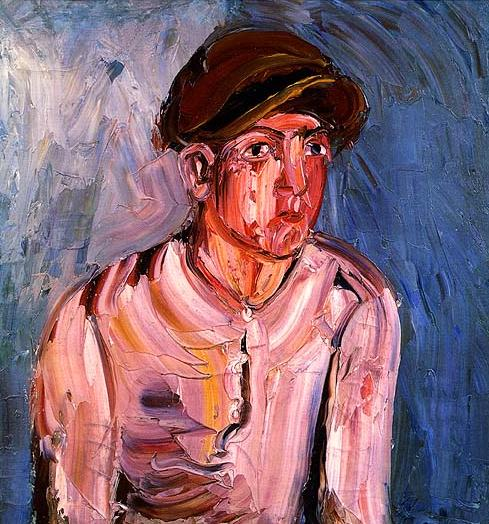
« Портрет молодого парубка »